# Zaanse verhoormethode
De Zaanse verhoormethode is een omstreden verhoormethode bij justitiële zaken die zich kenmerkt door het laten herbeleven van de misdaadsituatie. De methode is vernoemd naar een politiebureau in Zaandam, waar voor het eerst gebruik werd gemaakt van deze vorm van verhoor. De methode wordt ook wel Catch-22-methode genoemd naar de logicaterm catch-22 en is gebaseerd op het CASE 36 communicatiemodel (Communication Analysing System Europe), waarbij een model voor zelfmanagement wordt geboden dat mensen leert door middel van communicatietechnieken vastgeroeste leerprocessen en gewoonten in zichzelf te onderkennen en aan te pakken. De techniek werd in de jaren 90 vaak toegepast, maar is in Nederland sinds november 1996 verboden.

## Methode
De methode werd gebruikt bij verdachten die langdurig werden verhoord, maar bleven zwijgen. Bij de methode wordt de verdachte meerdere dagen intensief ondervraagd door twee of meer personen, gebruikmakend van verschillende verhoortechnieken, terwijl een communicatiedeskundige de verdachte vanuit de regiekamer in de gaten houdt en de verhooragenten attendeert op signalen bij de tegelijkertijd geobserveerde verdachte. De verdachte krijgt bijvoorbeeld indringende foto's te zien van het misdrijf, het slachtoffer of van zijn/haar eigen kinderen. Verder wordt duidelijk gemaakt dat langer zwijgen tot een gevangenisstraf leidt. Om de verdachte te laten spreken worden verder onder andere, soms gelogen, voordelen van bekennen en nadelen van het zwijgen opgesomd. Men vertelt de verdachte dat een moord de beste kan overkomen en dat bij bekentenis de gevangenisstraf maar kort zou zijn. Ook werd een verdachte op verschillende manieren gemanipuleerd door opmerkingen over bedreiging van de partner en kinderen die pas zouden worden beschermd wanneer de verdachte een bekentenis zou afleggen. Daarnaast werden er kwetsende opmerkingen gemaakt over zowel de verdachte zelf, als de partner en kinderen van de verdachte.

## Verbod
In 1996 werd de verhoormethode door minister Sorgdrager van Justitie verboden op advies van de Recherche Advies Commissie. Dit nadat de 45-jarige H.E. tegenover de politie van Zaanstad bekende de Groningse coffeeshophouder Harry Roo om het leven te hebben gebracht. Hij bekende na indringende confrontatie met foto's van familieleden tussen beelden van het lichaam van Roo. De Groningse rechtbank bevond dat de politie te veel druk had uitgeoefend, en sprak de verdachte daarom in september 1996 vrij.
In 2019 verklaarde de advocaat (Gerald Roethof) van Jos Brech, hoofdverdachte van de moord op Nicky Verstappen, dat zijn cliënt door de politie zou onderworpen zijn aan een dergelijke (psychologische) verhoormethode. Er zou namelijk gebruikgemaakt zijn van een pop die qua uiterlijk op het slachtoffer Nicky Verstappen lijkt.